# Eomanis
Az Eomanis az emlősök (Mammalia) osztályának tobzoskák (Pholidota) rendjébe, ezen belül a fosszilis Eomanidae családjába tartozó nem.
Egyes rendszerezések a ma is élő tobzoskafélék (Manidae) családjába helyezik.

## Tudnivalók
Az Eomanis a tobzoskák rendjének egyik legősibb képviselője. Az állat a korai és középső eocén korszakokban élt, Európa területén. A németországi Messel lelőhelyen talált kövületek azt mutatják, hogy az állat 50 millió évvel élt ezelőtt, és hasonlított a mai tobzoskákhoz. Bár hasonlított a mai fajokra, az Eomanisnak a lábán és farkán nem voltak pikkelyek; a hossza körülbelül 50 centiméter volt. A Messel lelőhelyen talált példányoknak a gyomor tartalma, azt mutatja, hogy az állatok rovarokat is és növényeket is fogyasztottak. Az Eomanis kortárs volt az Eurotamanduával, amely egy pikkely nélküli, hangyászszerű lény volt.

## Rendszerezés
A nembe az alábbi 2 faj tartozik:
- Eomanis krebsi Storch, 1978
- Eomanis waldi Storch, 1978

### Fordítás
- Ez a szócikk részben vagy egészben  az   Eomanis című angol Wikipédia-szócikk ezen változatának fordításán alapul.  Az eredeti cikk szerkesztőit annak laptörténete sorolja fel. Ez a jelzés csupán a megfogalmazás eredetét és a szerzői jogokat jelzi, nem szolgál a cikkben szereplő információk forrásmegjelöléseként.